# Jean-Christophe Lagleize
Pour les articles homonymes, voir Lagleize.
Jean-Christophe Lagleize, né le 7 novembre 1954 à Soisy-sous-Montmorency (Val-d'Oise, France), est un prélat catholique français et évêque émérite de Metz.
Il est évêque de Valence de 2001 à 2013, puis évêque de Metz de 2013 à 2021.

## Biographie

### Formation
Jean-Christophe Lagleize est né 7 novembre 1954 à Soisy-sous-Montmorency,.
Fils d'un électricien et d'une mère au foyer, il est l'aîné de trois enfants. Après des études de comptabilité et deux années comme comptable dans une entreprise, Jean-Christophe Lagleize entre pour le diocèse de Bourges au grand séminaire de Clermont-Ferrand. Après son service militaire, effectué en Allemagne, il a poursuivi sa formation au grand séminaire d’Orléans, puis à l'Institut supérieur de pastorale catéchétique (ISPC) de l'Institut catholique de Paris où il a obtenu une maîtrise de théologie pastorale catéchétique.

### Principaux ministères
Il a été ordonné prêtre le 28 juin 1981 en la cathédrale Saint-Étienne de Bourges.
Pendant les onze premières années qui suivent son ordination, il cumule un ministère de vicaire en paroisse avec l'aumônerie de collège et lycée au Blanc dans l'Indre, ainsi que l'aumônerie de plusieurs établissements militaires (Le Blanc, Rosnay, Châteauroux), aumônier des établissements catholiques d'enseignement à Châteauroux, adjoint pour la pastorale à la Direction diocésaine de l'enseignement catholique de Bourges.
En 1992, il devient directeur du service diocésain de la catéchèse, fonction qu'il gardera jusqu'en 2001, puis secrétaire adjoint de la Commission épiscopale de la catéchèse et du catéchuménat et directeur adjoint du Centre national de l’enseignement religieux (CNER) de 1996 à 2001.
Nommé évêque de Valence le 11 décembre 2001, il a été consacré le 23 février 2002 à Valence.
Le 27 septembre 2013, le Journal officiel publie le décret le nommant évêque du diocèse concordataire de Metz. L'acceptation de la démission de Pierre Raffin, son prédécesseur à Metz, et sa nomination sont également annoncées le même jour par le Saint-Siège.
Il est installé comme nouvel évêque le 3 novembre 2013 en la cathédrale Saint-Étienne de Metz.
Au sein de la Conférence des évêques de France, il a été membre de la Commission pour la catéchèse et le catéchuménat. Il a présidé le groupe de travail sur les rassemblements dominicaux. Il est membre du Conseil pour la pastorale des jeunes et des enfants.
Le 13 août 2021, le pape François accepte la démission de Lagleize pour raisons de santé, agréée la veille par décret du président de la République,.
Après avoir présidé une dernière fois les cérémonies de l’Assomption le 15 août 2021 à Metz, il célèbre sa messe d’au revoir le dimanche 29 août à la cathédrale de Metz. Puis il se retire en Corrèze dans le diocèse de Tulle.

## Prise de positions

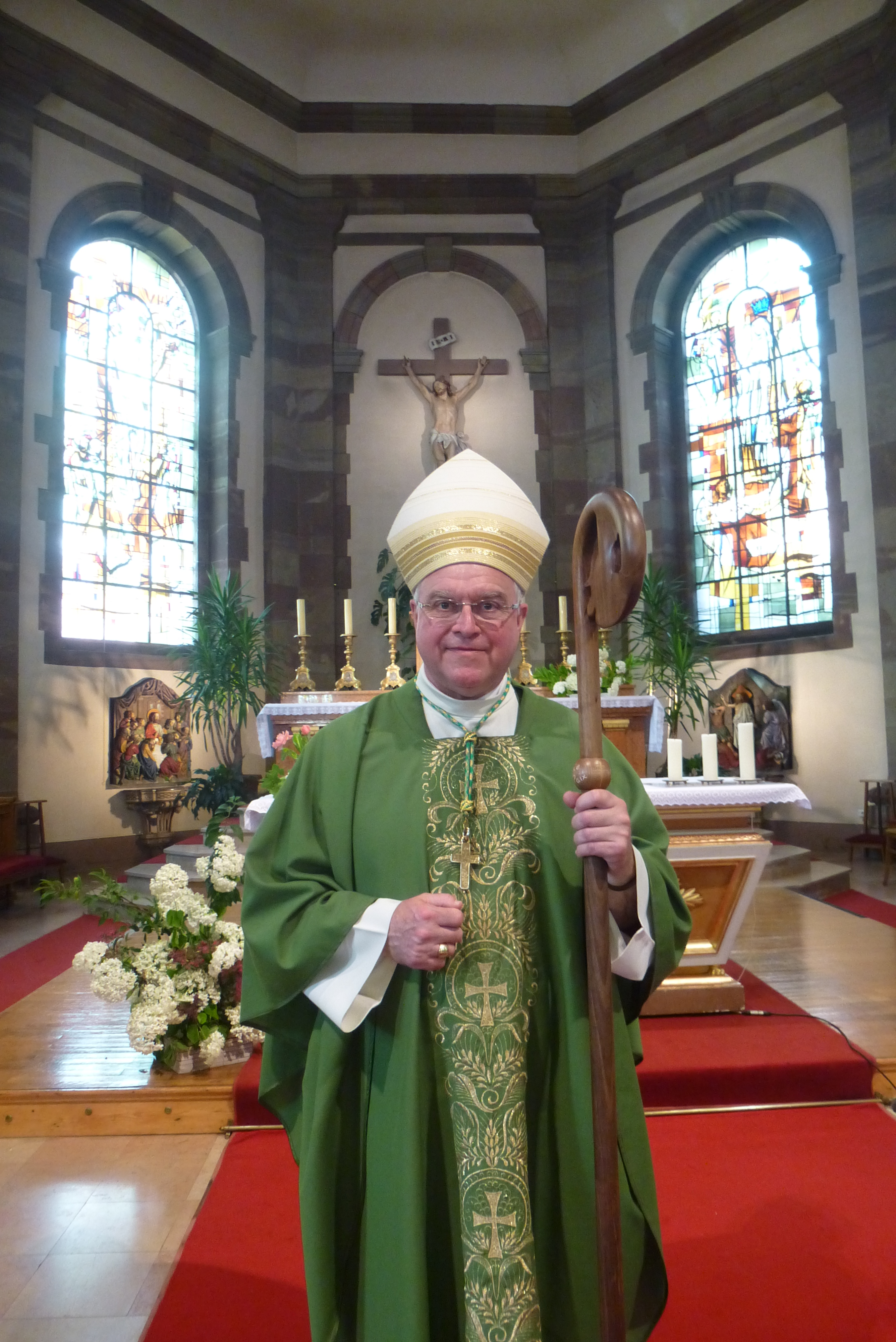
Jean Christophe Lagleize à Bitche en 2014.

### Sur la catéchèse
Le 8 novembre 2006, il commente le nouveau texte d'orientation de l'épiscopat français sur la catéchèse en expliquant que cette préoccupation de formation des chrétiens doit concerner « tous les âges de la vie » et pas seulement les enfants.
Il réaffirme cette orientation dans sa lettre pastorale du 4 octobre 2014 : il demande aux paroisses de s'investir encore pour proposer des activités aux enfants, les établissements catholiques sont aussi appelés à faire des propositions en lien avec le diocèse pour faire grandir la foi des adolescents. Après une réflexion diocésaine sur le sacrement de la communion, il lance une nouvelle réflexion sur le sacrement de confirmation. Il souhaite une réflexion pour que les adultes soient touchés par la foi.

### Sur le mariage de couples de même sexe
Le 6 décembre 2012, il invite les chrétiens à s'engager selon leur conviction, et à travailler la déclaration d'André Vingt-Trois (prière du 15 août). Le site internet de son diocèse relaie les manifestations du 17 novembre 2012 à Lyon et du 13 janvier 2013 à Paris. 
Il précise que cela ne doit ni masquer les lois de bioéthique, ni les diverses formes de précarité.

## Succession apostolique
Jean-Christophe Lagleize a ordonné les évêques suivants :
- Évêque Jean-Pierre Vuillemin (2019)

## Distinctions
- Chevalier de la Légion d'honneur (promotion du 14 juillet 2014, pour ses 41 ans de services[12])